# Gare de Houdan
Gare de Houdan vasútállomás Franciaországban, Houdan településen.

## Vasútvonalak
Az állomást az alábbi vasútvonalak érintik:
- Saint-Cyr-Surdon-vasútvonal

## Kapcsolódó állomások
A vasútállomáshoz az alábbi állomások vannak a legközelebb:
- Gare de Marchezais - Broué (Gare de Dreux, Transilien N)
- Gare de Tacoignières - Richebourg (Paris Gare Montparnasse, Transilien N)